# Gardénia Benrós
Gardénia Benrós là một ca sĩ người Cabo Verde.

## Tiểu sử
Benrós được sinh ra ở thành phố Praia, có cha mẹ từ đảo Brava, đảo của những loài hoa.
Cô trở thành một phần của dự án Điện nhiệt đới vào năm 1983 sau khi cô di cư đến Đảo Rhode ở Hoa Kỳ. Sau đó, cô đã thu âm album phòng thu đầu tiên của mình.
Cô là Hoa hậu thành phố Pawtucket, cô cũng là Hoa hậu Đại dương của Đảo Rhode. Cô đã giành được một giải thưởng dành cho Nữ ca sĩ xuất sắc nhất tại Talent America ở thành phố New York và một giải thưởng nhiếp ảnh cho người mẫu xuất sắc nhất.
Benrós đã chia tay tại Casino do Estoril ở Bồ Đào Nha. Cô đã ký hợp đồng với Polygram Records vào năm 1986 và ra mắt một album được sản xuất bởi Paulino Vieira và với tác phẩm tái bản của Eugénio Tavares. Cô đã thu âm một bài hát tiếng Anh "Khi còn sống" trên Polygram, cô tham gia một bộ phim của Cabo Verdean và thực hiện video âm nhạc đầu tiên "Oh Mar" được lấy từ album ra mắt của cô.
Năm 1988, cô phát hành Raizinho di Sol (tiếng Bồ Đào Nha: Raizinho do Sol) được sản xuất và nơi cô tham gia với các nhạc sĩ xuất sắc từ Berklee College of Music ở Boston. Vào mùa thu, cô đã đạt được thành công lớn trên tàu Funchal Cruise với các chương trình trên Địa Trung Hải.
Cô đã phát hành bản phối trộn O Melhor de Cabo Verde vào năm 1989. Năm 1990, cô phát hành một bản thu É Sim khác mà cô cũng xuất hiện cùng với nghệ sĩ saxophone Péricles Duarte. Cô được mời làm luật sư trong lễ hội ở Toronto.
Cô đến thăm Paris năm 1992 lần đầu tiên. Cô đã trình diễn với một trong năm giọng nữ nổi tiếng của Cabo Verdean Music được mang đến thế giới bao gồm Jaqueline Fortes, Cesária Évora, Celina Pereira và Titina Coleues, cùng với Paulino Vieira, Toi Vieira, Armando Tito và nhiều hơn nữa.
Năm 1994, cô thu âm tập 2 của O Melhor de Cabo Verde Mix, Kryola D'Encantar (tiếng Bồ Đào Nha: Crioulo de Encantar, tiếng Anh: Sung in Creole) được ghi vào năm 1995 và được sản xuất bởi Tek (Péricles Duarte) trong một sự xuất hiện đặc biệt với Tito Paris.
Năm 1997, cô phát hành Simplesmente cabo-verdeana (Đơn giản là Cabo Verde), tác phẩm đầu tiên của cô được sản xuất và viết và phát hành bởi Independent Talent Productions bởi nhà xuất bản của cô.
Cô đã thu âm Bo kin Cre vào năm 1998, cũng bởi Sản phẩm Tài năng Độc lập. Năm 2000, cô trở lại Cabo Verde.
Các bản phát hành sau đó của cô bao gồm Morna nôs Herança vào năm 2001, The Soulful Voice of Cabo Verde được phát hành bởi Independent Label Productions và Flor Caboverdiana (Cabo Verdean Flower), album thứ 12 của cô phát hành năm 2011, cô đã thu âm một phiên bản tiếng Ý của morna "Mar Eterno"("Biển vĩnh cửu") trên một bản tổng hợp Capo Verde được sản xuất bởi Alberto Zeppieri.
Cô đã truyền cảm hứng cho các nghệ sĩ, nhà thơ và nhà soạn nhạc nhựa bao gồm Manuel de Novas, João Amaro, Teófilo Chantre, Albero Alves và một vài người nữa.
Cô ấy đã thực hiện album gần đây và cô ấy đã xuất hiện tại Lễ trao giải âm nhạc Cabo Verde lần thứ 5 năm 2015, một trong những đĩa đơn của cô ấy đã được trao giải Bài hát Morna hay nhất.

## Danh sách đĩa hát
- Gardenia Benrós (LP, Polygram, 1986)
- "Khi tình yêu đã qua"/"Tôi cần bạn" (độc thân, Polygram, 1987)
- "Raizinho di Sol" (độc thân, Ed. Autor, 1988)
- Hỗn hợp O Melhor de Cabo Verde (LP, MB Records, EUA, 1989) (CD, Discossete, 1991)
- É Sim. . . ! (Bản ghi CD, MB, 1990)
- O Melhor de Cabo Verde Mix II (CD, MB Records, 1994)
- Kryola D 'Encantar (CD, Polygram, 1995)
- "Simplesmente Caboverdiana" (độc thân, Độc lập. Tài năng sản xuất, 1997)
- Bo Kin Cre (CD, Sản xuất tài năng độc lập, EUA, 1999)
- O Melhor de 2 - Gardenia Benrós/Eugénia Melo e Fidel (CD, Universal, 2000)
- Morna Nôs Herança (CD, 2001)
- Giọng nói đầy tâm hồn của Cabo Verde (CD, ITP, 2006)
- Flor Caboverdiana (CD, 2011)